# Schafsiedel
Schafsiedel är ett berg i Österrike.   Det ligger i distriktet Kitzbühel och förbundslandet Tyrolen, i den centrala delen av landet, 300 km väster om huvudstaden Wien. Toppen på Schafsiedel är 2 447 meter över havet.
Terrängen runt Schafsiedel är bergig norrut, men söderut är den kuperad. Närmaste större samhälle är Wörgl, 19,4 km norr om Schafsiedel. 
Trakten runt Schafsiedel består i huvudsak av gräsmarker. Runt Schafsiedel är det ganska glesbefolkat, med 34 invånare per kvadratkilometer.